# 주행조교심사
주행조교심사는 한국마사회에 등록된 경주마의 경주능력을 판정하는 것으로, 출발조교심사 최초 합격 마필 또는 최종경주 출주 후 4개월 이상 경주에 출주하지 아니한 장기휴양마 등을 일정거리 전력 질주시켜 기록 및 주행상태를 심사, 경주마로서의 적격여부를 판단하는 것을 말한다.(1,000m 주파기록이 1분 7초 이내시 합격. 2009. 4.1 이전은 1,000m를 1분 8초 이내시 합격) 이 주행조교심사에 합격해야만 경주에 출주할 수 있는 자격과 등급(국산마 6군, 외산마 4군)이 주어진다.
주행조교심사는 해당 마필을 관리하고 있는 조교사와 기승계약이 맺어진 기수의 기승이 원칙이나, 소속조 기수의 기승 불가시 재결위원 및 출발위원 사전 허가 후 다른 조 기수 기승이 가능하다.
출발·주행조교심사시 마필보조는 실경주와 동일하게 시행하며, 진입보조장구(로프, 눈가리개, 장채찍 등) 사용은 출발·주행 조교심사 통산 2회이상 수검마 중 출발보조장구 사용신청서를 제출, 출발위원의 사전 허가를 득한 경우 사용이 가능하다.

## 검사대상마
- 출발조교심사에 합격한 신마
- 주행심사 지정마
- 휴양마
- 부산경남경마공원의 연습주행 신청마(흑색 번호판)

## 검사방법
- 기수 기승 후 경주로 출장 및 출발대 진입 후 1000m 주행

## 장소
- 서울경마공원: 금요일 오전 10시
- 부산경남경마공원: 토요일 오전 10시
- 제주경마공원: 일요일 오전 11시[2]

## 검사내용
- 경주로 출장 및 출발상태
- 주행상태 및 1000m 경주기록(제주경마공원: 900m)

## 합격기준
- 경주마로서 상기 심사내용의 조교상태가 양호
- 1000m 주파기록이 1분 07초 이내 (2009.4.1 이전은 1분 08초이내)
- 제주경마공원의 경우 900m 주파기록이 한라마 1분 19초 이내, 제주마 1분 24초 이내